# Team Katusha 2010
Questa voce raccoglie le informazioni riguardanti il Team Katusha nelle competizioni ufficiali della stagione 2010.

## Stagione
Avendo licenza da UCI ProTeam, la squadra ciclistica russa ha diritto di partecipare alle gare del Calendario mondiale UCI 2010, oltre a quelle dei circuiti continentali UCI.

## Organico 2010

### Staff tecnico
GM=Generale Manager, TM=Team Manager, DS=Direttore Sportivo.
|  | Naz.              | Ruolo | Sportivo           |  |  |  |
|  | ----------------- | ----- | ------------------ |  |  |  |
|  | Italia (bandiera) | GM    | Pierumberto Zani   |  |  |  |
|  | Italia (bandiera) | TM    | Serge Parsani      |  |  |  |
|  | Italia (bandiera) | DS    | Mario Chiesa       |  |  |  |
|  | Italia (bandiera) | DS    | Claudio Cozzi      |  |  |  |
|  | Russia (bandiera) | DS    | Dmitrij Konyšev    |  |  |  |
|  | Russia (bandiera) | DS    | Gennadij Michajlov |  |  |  |
|  | Belgio (bandiera) | DS    | Joseph Braeckevelt |  |  |  |
|  | Belgio (bandiera) | DS    | Bart Leysen        |  |  |  |

### Rosa
|  | Naz.                   |  | Sportivo                     | Anno |  |  |
|  | ---------------------- |  | ---------------------------- | ---- |  |  |
|  | Russia (bandiera)      |  | Michail Antonov (stagista)   | 1986 |  |  |
|  | Italia (bandiera)      |  | Marco Bandiera               | 1984 |  |  |
|  | Ungheria (bandiera)    |  | László Bodrogi               | 1976 |  |  |
|  | Russia (bandiera)      |  | Aleksandr Bočarov            | 1975 |  |  |
|  | Russia (bandiera)      |  | Pavel Brutt                  | 1982 |  |  |
|  | Italia (bandiera)      |  | Giampaolo Caruso             | 1980 |  |  |
|  | Ucraina (bandiera)     |  | Mychajlo Chalilov            | 1975 |  |  |
|  | Russia (bandiera)      |  | Nikita Es'kov                | 1983 |  |  |
|  | Russia (bandiera)      |  | Denis Galimzjanov            | 1987 |  |  |
|  | Russia (bandiera)      |  | Vladimir Gusev               | 1982 |  |  |
|  | Spagna (bandiera)      |  | Joan Horrach                 | 1974 |  |  |
|  | Russia (bandiera)      |  | Michail Ignat'ev             | 1985 |  |  |
|  | Russia (bandiera)      |  | Sergej Ivanov                | 1975 |  |  |
|  | Russia (bandiera)      |  | Vladimir Karpec              | 1980 |  |  |
|  | Lussemburgo (bandiera) |  | Kim Kirchen                  | 1978 |  |  |
|  | Russia (bandiera)      |  | Sergej Klimov                | 1980 |  |  |
|  | Russia (bandiera)      |  | Aleksandr Kolobnev           | 1981 |  |  |
|  | Russia (bandiera)      |  | Timofej Krickij              | 1987 |  |  |
|  | Italia (bandiera)      |  | Luca Mazzanti                | 1974 |  |  |
|  | Australia (bandiera)   |  | Robbie McEwen                | 1972 |  |  |
|  | Russia (bandiera)      |  | Alexandre Mironov (stagista) | 1984 |  |  |
|  | Italia (bandiera)      |  | Danilo Napolitano            | 1981 |  |  |
|  | Russia (bandiera)      |  | Artëm Ovečkin                | 1986 |  |  |
|  | Russia (bandiera)      |  | Evgenij Petrov               | 1978 |  |  |
|  | Moldavia (bandiera)    |  | Alexandr Pliuschin           | 1987 |  |  |
|  | Russia (bandiera)      |  | Aleksandr Porsev (stagista)  | 1986 |  |  |
|  | Italia (bandiera)      |  | Filippo Pozzato              | 1981 |  |  |
|  | Spagna (bandiera)      |  | Joaquim Rodríguez            | 1979 |  |  |
|  | Russia (bandiera)      |  | Egor Silin                   | 1988 |  |  |
|  | Russia (bandiera)      |  | Nikolaj Trusov               | 1985 |  |  |
|  | Belgio (bandiera)      |  | Stijn Vandenbergh            | 1984 |  |  |
|  | Belgio (bandiera)      |  | Maxime Vantomme              | 1986 |  |  |
|  | Russia (bandiera)      |  | Ėduard Vorganov              | 1982 |  |  |

## Ciclomercato
| Marco Bandiera     | Lampre              |
| Giampaolo Caruso   | Ceramica Flaminia   |
| Mychajlo Chalilov  | Ceramica Flaminia   |
| Vladimir Gusev     | inattivo            |
| Kim Kirchen        | Columbia            |
| Aleksandr Kolobnev | Saxo Bank           |
| Timofej Krickij    | Katusha Continental |
| Artëm Ovečkin      | Lokomotiv           |
| Alexandr Pliuschin | AG2R La Mondiale    |
| Joaquim Rodríguez  | Caisse d'Epargne    |
| Egor Silin         | neo pro             |
| Ėduard Vorganov    | Xacobeo Galicia     |

| Antonio Colom      | sospeso       |
| Aleksej Markov     | svincolato    |
| Gennadij Michajlov | fine carriera |
| Ivan Rovnyj        | RadioShack    |
| Aleksandr Serov    | svincolato    |
| Gert Steegmans     | RadioShack    |
| Ben Swift          | Sky           |

## Palmarès

### Corse a tappe
ProTour
- Tirreno-Adriatico

6ª tappa (Michail Ignat'ev)
- Volta Ciclista a Catalunya

Classifica generale (Joaquim Rodríguez)
- Vuelta al País Vasco

5ª tappa (Joaquim Rodríguez)
- Giro d'Italia

11ª tappa (Evgenij Petrov)
12ª tappa (Filippo Pozzato)
- Tour de France

12ª tappa (Joaquim Rodríguez)
- Eneco Tour

1ª tappa (Robbie McEwen)
- Vuelta a España

14ª tappa (Joaquim Rodríguez)
Continental
- Quattro Giorni di Dunkerque

2ª tappa (Danilo Napolitano)
- Tour de Wallonie

1ª tappa (Danilo Napolitano)
- Vuelta a Burgos

3ª tappa (cronosquadre)
- Tour du Limousin

3ª tappa (Aleksandr Bočarov)

### Corse in linea
Continental
- Challenge de Mallorca (Robbie McEwen)
- Gran Premio Miguel Indurain (Joaquin Rodríguez)
- Duo Normand (Artëm Ovečkin e Alexandr Pliuschin)

### Campionati nazionali
Strada
- Campionati russi

In linea (Aleksandr Kolobnev)
Cronometro (Vladimir Gusev)
- Campionati moldavi

In linea (Alexandr Pliuschin)

## Classifiche UCI

### Calendario mondiale UCI
Individuale
Piazzamenti dei corridori del Team Katusha nella classifica individuale del Calendario mondiale UCI 2010, vinta proprio da un atleta della squadra russa, Joaquim Rodríguez.
| Pos. | Ciclista           | Punti |
| ---- | ------------------ | ----- |
| 1    | Joaquim Rodríguez  | 551   |
| 51   | Robbie McEwen      | 105   |
| 54   | Vladimir Karpec    | 102   |
| 62   | Aleksandr Kolobnev | 82    |
| 80   | Filippo Pozzato    | 60    |
| 112  | Ėduard Vorganov    | 30    |
| 131  | Evgenij Petrov     | 18    |
| 155  | Aleksandr Bočarov  | 11    |
| 170  | Giampaolo Caruso   | 8     |
| 172  | Vladimir Gusev     | 8     |
| 195  | Michail Ignat'ev   | 6     |
| 244  | Egor Silin         | 2     |
| 245  | Denis Galimzjanov  | 2     |

Squadra
Il Team Katusha ha chiuso in quinta posizione con 900 punti.